# Tess Feury
Pas d'image ? Cliquez ici

a Compétitions nationales et continentales officielles uniquement.

b Matchs officiels uniquement.
Dernière mise à jour le 26 mai 2025.
Tess Feury, née le 15 mars 1996 à Morristown (États-Unis), est une joueuse internationale américaine de rugby à XV évoluant aux postes d'arrière ou d'ailier. Elle joue en Championnat d'Angleterre aux Leicester Tigers.

## Biographie
Tess Feury naît le 15 mars 1996 à Morristown aux États-Unis. Son père est l'entraineur des junior féminines du Morris RFC. Ses deux frères sont des joueurs de rugby à XV. Elle pratique d'abord le flag. Mais à son entrée au lycée, elle n'a pas envie de passer à la version complète du rugby et ne rejoint donc pas l'équipe. C'est en regardant jouer l'équipe de son lycée qu'elle ressent un manque et l'année suivante, elle s'inscrit finalement au programme de rugby. Elle est nommée joueuse scolaire de l'année en 2014. Aux Jeux olympiques de la jeunesse de Nankin, elle est capitaine de l'équipe des États-Unis.
Elle étudie ensuite à l'université d'État de Pennsylvanie qu'elle a choisi pour la qualité du cursus mais aussi pour celle du programme de rugby. Elle devient internationale américaine en juillet 2016 contre l'Angleterre. En 2017, elle est sélectionnée pour la Coupe du monde en Irlande.
En 2018, Tess Feury est diplômée de l'université d'État de Pennsylvanie : elle devient alors infirmière au service pédiatrique du Morristown Medical Center où travaille sa mère, infirmière elle aussi.
En 2022, elle joue pour le club des Wasps (en) en Angleterre. Cette année-là, elle est sélectionnée pour la Pacific Four Series. Elle est également retenue en septembre 2022 pour disputer la Coupe du monde en Nouvelle-Zélande.
En janvier 2023, après le placement en redressement judiciaire des Wasps durant l'automne précédent, Tess Feury rejoint le Darlington Mowden Park RFC (en) pour le reste de la saison 2022-2023. Puis, elle joue la Pacific Four Series avec les Eagles.
Durant l'été 2023, elle rejoint les Leicester Tigers. Elle est ensuite sélectionnée pour disputer la Pacific Four Series 2024.
En 2024-2025, elle est toujours convoquée avec les Eagles pour le WXV. Après la saison de Premiership, elle rejoint les New York Exiles pour jouer la première édition de la Women's Elite Rugby. Elle est reste toutefois sous contrat avec les Leicester Tigers. Elle retrouve les Eagles à l'occasion de la Pacific Four Series.

## Palmarès

### En universitaire
- Vainqueur du Championnat universitaire des États-Unis en 2015, 2016 et 2017.

### Distinctions personnelles
- Élue joueuse scolaire de l'année en 2014.
- Nommée dans l'équipe universitaire de l'année en 2015, 2016, 2017 et 2018.